# Xian de Jinping
Pour les articles homonymes, voir Jinping.
Le xian de Jinping (锦屏县 ; pinyin : Jǐnpíng Xiàn) est un district administratif de la province du Guizhou en Chine. Il est placé sous la juridiction de la préfecture autonome miao et dong de Qiandongnan.

## Démographie
La population du district était de 206 766 habitants en 1999.